# Maculacris flavomaculata
Maculacris flavomaculata är en insektsart som beskrevs av Willemse, C. 1932. Maculacris flavomaculata ingår i släktet Maculacris och familjen gräshoppor. Inga underarter finns listade i Catalogue of Life.